# 安徽凤凰
安徽凤凰滤清器股份有限公司（英語：Anhui Phoenix International Co.,Ltd.；北交所：832000，简称：安徽凤凰），是中国北京证券交易所的一家上市公司，主要从事汽车滤清器的研发、生产和销售。
公司原名蚌埠凤凰滤清器有限责任公司，系2006年由自然人巫界树和东莞市菲尼斯滤芯制品有限公司两名股东发起设立的有限责任公司。2014年整体变更为股份公司并更为现名。2020年12月23日，在全国股转系统精选层挂牌交易。2021年11月15日，在北京证券交易所上市。
2022年，公司实现营业收入3.81亿元，同比下降2.27%；实现净利润3959.11万元，同比下降2.84%。